# Worsleya procera
Worsleya procera là một loài thực vật có hoa thuộc chi đơn loài Worsleya trong họ Amaryllidaceae. Loài này được (Lem.) Traub miêu tả khoa học đầu tiên năm 1944.

## Hình ảnh

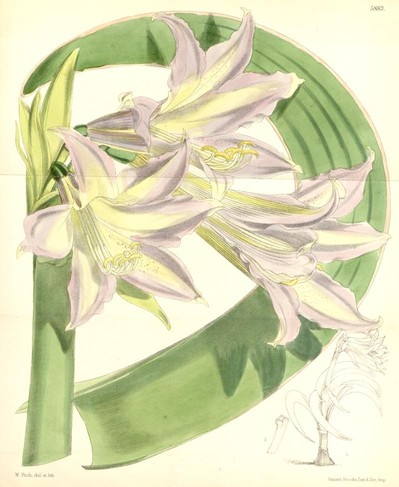